# CABASE
CABASE es la Cámara Argentina de Internet (ex Cámara Argentina de Bases de Datos y Servicios En línea). Fue fundada en 1989 y reúne a las organizaciones proveedoras de Servicios de Acceso a Internet, telefonía, soluciones de Datacenter y contenidos En línea, entre otras.
En el ámbito internacional, CABASE es socia fundadora de eCOM-LAC y LACNIC. Además, mantiene una participación permanente y activa en los principales organismos y foros internacionales relacionados con Internet y las TIC, tales como ICANN, la Cumbre Mundial de la Sociedad de la Información, el Foro de Gobernanza de Internet y la Alianza Internacional de ISP.
"CABASE está reconocida mundialmente como entidad argentina referente de Internet. Miembro del grupo IFWP (International Forum on White Paper) (1998). Organizador evento IFWP región LAC en Buenos Aires (1998). Participante en el ICANN (Internet Corporation for Assigned Names and Numbers) desde 1999 a la fecha. Asistencia perfecta a 41 reuniones en cinco continentes. CABASE generó y fue anfitrión de la reunión clave en la cual la Región Latinoamérica y Caribe fue considerada como una región en sí misma, sin depender de la Región de América del Norte. Miembro fundador y actual Presidente de LACNIC, Registro de Direcciones de Internet para América Latina y el Caribe, con sede en Montevideo. (1999-2011) Miembro fundador y actual Presidente de eCOM-LAC, Federación Latinoamérica y Caribe para internet y el Comercio Electrónico, con sede en Montevideo. (2000-2011) Participante de la Cumbre Mundial de la Sociedad de la Información (ONU), reuniones en Ginebra y Túnez. (2000-2005) Miembro fundador y actual Presidente de LAC-IX – Asociación para América Latina y el Caribe de Operadores de Puntos de Tráfico de Intercambio, con sede en Montevideo (2011) Participante como relator en CITel."
CABASE alberga una red de puntos de intercambio de tráfico (NAP). En Buenos Aires está el primer NAP Nacional, que constituye el punto de intercambio de tráfico nacional de Internet, y fue la primera iniciativa de este tipo en América Latina.[cita requerida] Asimismo, cuenta con NAP regionales en Rosario, Neuquén, Bahía Blanca, Córdoba, Mar del Plata, Mendoza, La Plata, Santa Fe y La Costa, y prevé continuar durante 2014 con la inauguración de otros en San Luis, Paraná, Resistencia, Corrientes, Bariloche y Posadas. Durante 2014 inauguró uno en Posadas.
Durante 2015 planea abrir un punto adicional en Junín.